# Мукханнатх
Мукханнатх (араб. مُخَنَّث — те, кто похож на женщину), во множественном числе мукханнатхун  — термин, использовавшийся в ранней арабской и исламской литературе для описания гендерно вариативных людей. Обычно термин относится к женоподобным мужчинам или людям с неоднозначными половыми характеристиками. Такие люди функционировали в социальном плане в ролях, обычно выполняемых женщинами. Упоминаются в хадисах и в произведениях многих арабских и исламских писателей. В эпоху Праведного халифата и в первой половине эпохи Омейядов они были тесно связаны с музыкой и развлечениями. Во времена Аббасидов слово поменяло значение и использовалось в качестве описания мужчин, работающих танцорами, музыкантами или комиками.
В более поздние эпохи термин подразумевал пассивного партнера в сексуальных практиках между мужчинами. Такое понимание сохранилась до наших дней.

## В хадисах
Муханнатхун уже существовал в домусульсанской Аравии и в эпоху раннего ислама. Ряд хадисов указывает на то, что мукханнатхун использовались в качестве слуг-мужчин для богатых женщин в первые дни ислама из-за веры в то, что они не были сексуально заинтересованы в женском теле. В этих хадисах не говорится, что мукханнатхун были гомосексуалистами, а только то, что у них не было желания.
Спорадические нападки на мукханнатхун и их женских аналогов, мутараджилат, упоминаются в хадисах. Один такой инцидент был вызван тем, что слуга жены Мухаммеда, который был мукханнатх, прокомментировал тело женщины, что убедило Мухаммеда в том, что мукханнатхун только притворяются, что не интересуется женщинами.
Ранние исламские источники редко рассказывают об образе жизни мукханнатхун. В одном хадисе говорится, что мусульманин-муханнатх, выкрасивший руки и ноги хной (традиционно женское занятие), был изгнан из Медины, но не казнен. В других хадисах также упоминается, Мухаммед назвал музыканта муханнатхом и пригрозил изгнать его из общины, если тот не прекратит свою деятельность, ассоциированную с женщинами.

## В более поздние эпохи
В эпоху праведных халифов и Омейядов мукханнатхун Медины зарекомендовали себя как певцы и музыканты.
Мукханнатхом назывался один выдающийся музыкантов, Абу Абд аль-Мунъим Иса ибн Абд Аллах аль-Заиб, носивший прозвище Тувайс («Маленький павлин»). Родился он в Медине в день смерти Мухаммеда, то есть, 8 июня 632 г.).
Судя по всему, мукханнатхом он был назван в связи со своей профессией, так как  в доисламской Аравии музыку в основном исполняли женщины. Источники не подразумевают, что его привлекали мужчины, так как в более позднем возрасте он женился на женщине и стал отцом нескольких детей. Некоторые источники описывают Тувайса как малорелигиозного или легкомысленного по отношению к религии, другие изображают его верующим мусульманином. Он был известен своим умением играть на бубне, что также ассоциировалось с женщинами-музыкантами.

## Преследование и упадок
В то время как спорадические преследования мукханнатхун восходят ко временам Мухаммеда, их крупномасштабное государственное преследование началось в эпоху династии Омейядов. По словам Эверетта Роусона, профессора исламоведения в Нью-Йоркском университете, это могло быть вызвано предполагаемой связью между женским поведегнием и отсутствием надлежащей религиозной приверженности.
Согласно некоторым источникам, серьезные преследования мукханнатхун начались с халифа Марвана I. Согласно другим, с времени правления аль-Валида I. Губернатор Мекки, служивший при Валиде I, издал прокламацию против муханнатхун. Музыкант аль-Гарид, который в некоторых вариантах сказания изображается не только женоподобным, но и гомосексуалистом, бежал в Йемен и никогда не возвращался обратно.
Во времена халифа Сулеймана ибн Абд аль-Малика, седьмого халифа из династии Омейядов муханнатхов Медины начали кастрировать. Среди кастрантов упоминается известный музыкант аль-Далал.
Ко времени правления аббасидского халифа Абдуллаха аль-Махмуна термин мукханнатхун стал ассоциироваться с придворными шутами, а не с музыкантами. Аббасидские халифы аль-Мамун и аль-Мутаваккиль использовали муханнатха по имени Аббада в качестве актера в комедийных сценках. Юмор его строился на сексуальной буффонаде, включавшей выставление напоказ пассивного гомосексуализма. Эти характеристики закрепились за термином мукханнатхун в более поздние эпохи.

## Взгляды мусульманских богословов
Арабский богослов 8-го века Ибн Шихаб аз-Зухри заявил, что молиться, стоя за муханнатх-ом следует только в случаях необходимости. Некоторые богословы 13-14-го веков, такие как ан-Навави и аль-Кирмани, разделяли муханнатхун на две группы: тех, чьи женоподобные черты неизменяемы, несмотря на любые усилия, и тех, кто остается муханнатх-ом добровольно.
Египетский богослов 15-го века Ибн Хаджар аль-Аскалани, заявлял, что все муханнатхун должны приложить усилия, чтобы прекратить свое женское поведение, но если это окажется невозможным, они не заслуживают наказания. Те, кто не прилагал усилий, чтобы стать менее «женоподобным», или, казалось, «получали удовольствие» от своей женственности, были достойны порицания. К этому времени муханнатх развил свою связь с гомосексуализмом, и Бадр ад-Дин аль-Айни рассматривал гомосексуализм как «более отвратительное продолжение» женоподобного поведения муханнатхун.
Андалусский богослов 11-го века Ибн Абд аль-Баср заявил, что муханнатхун известны беспорядочными половыми связями, а также, напоминают женщин «мягкостью, речью, внешним видом, акцентом и мышлением». Мукханнатхун-ам, однако, разрешалось быть слугами женщин, поскольку они не демонстрировали никакого физического влечения к женскому телу.

## Современные взгляды
Хотя мукханнатхун иногда классифицируют как трансгендеров, они не совсем вписываются в категорию пола или сексуальности, используемых ЛГБТ-сообществом. Хотя они, вероятно, не были преимущественно цисгендерными или гетеросексуальными, нельзя сказать, что они поголовно были просто гомосексуальными мужчинами или трансгендерными женщинами. Между различными мукханнатх-ами, особенно в разные эпохи, могло быть много различий, чтобы можно было определить конкретный ярлык для их пола или сексуальной идентичности.
В конце 1980-х египетский муфтий Мухаммад Сайд Тантави издал фетву, поддерживающую право тех, кто соответствует описанию муханнатун, на операцию по смене пола.  Примерно в то же время аятолла Ирана Хомейни издал аналогичную фетву. Поскольку гомосексуальные контакты запрещены в Иране под страхом смерти, а смена пола разрешена, многие геи вынуждены проходить операцию по смене пола и переходить в противоположный пол, независимо от гендерной идентичности. Это одна из причин, почему Иран проводит больше операций по смене пола, чем любая другая страна в мире, за исключением Таиланда. Правительство Ирана предоставляет до половины стоимости тем, кто нуждается в финансовой помощи в смена.
В некоторых регионах Южной Азии, таких как Индия, Бангладеш и Пакистан, хиджры (евнухи) часто воспринимаются третьим полом. выполняя роль, сравнивнимую с мукханнатхун, в эпоху раннего ислама.